# Aulne
Aulne [ón] (bretonsky Aon) je francouzská řeka dlouhá 144 kilometrů, protékající západní částí Bretaně. Pramení v katastru vesnice Lohuec v pahorkatině Menez Are, vlévá se do mořského zálivu Rade de Brest. Významnými přítoky jsou Éllez, Hyères a Douffine. V ústí je široká přes 500 metrů a vede přes ni Térénezský most. Řeka se vyznačuje množstvím meandrů; její povodí zaujímá plochu 1875 km², průtok se pohybuje od 2,8 m³/s v srpnu po 52 m³/s v lednu.
Řeka je splavná po Port-Launay, tento úsek tvoří součást plavební cesty z Brestu do Nantes. Ohyb Aulne nedaleko Landévennecu využívá francouzské námořnictvo jako hřbitov lodí. Řeka byla známá díky hojnému výskytu lososů, kteří se po narovnání koryta v 19. století vytratili, ale začínají se vracet.
Název řeky pochází z keltského výrazu avon, který znamená „řeka“. Na horním toku je také zvaná Rivière de Châteaulin podle stejnojmenného města.